# César/Beste Hauptdarstellerin

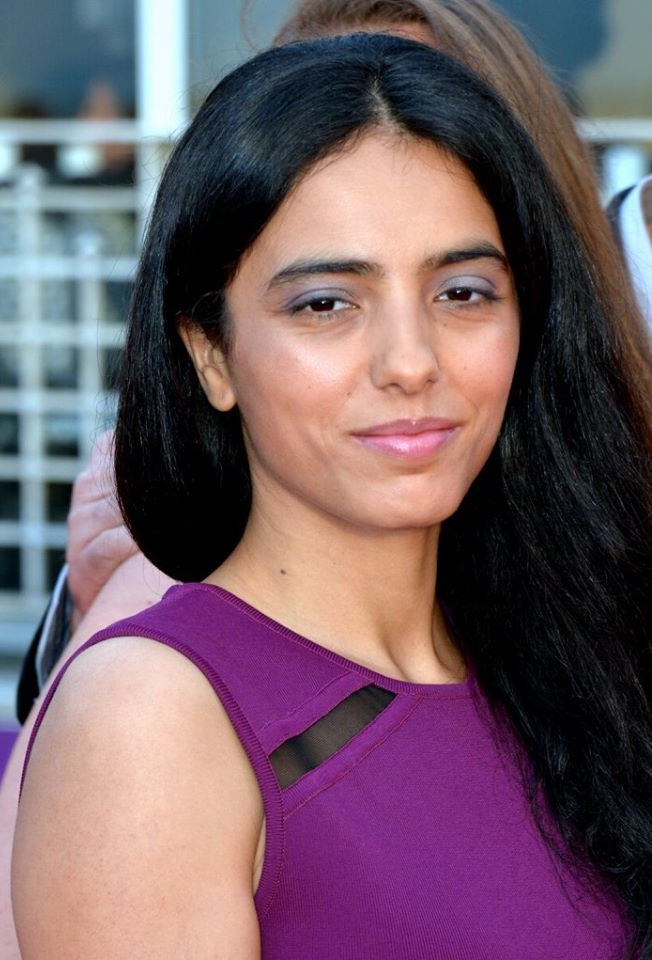
Preisträgerin 2025: Hafsia Herzi für Borgo

Der César in der Kategorie Beste Hauptdarstellerin (Meilleure actrice) wird seit 1976 verliehen. Die Mitglieder der Académie des Arts et Techniques du Cinéma vergeben ihre Auszeichnungen für die besten Filmproduktionen und Filmschaffenden rückwirkend für das vergangene Kinojahr.
| Statistik                          | Name                 | Anzahl | Jahr                                                                                 |
| ---------------------------------- | -------------------- | ------ | ------------------------------------------------------------------------------------ |
| Häufigste Auszeichnungen           | Isabelle Adjani      | 5      | 1982, 1984, 1989, 1995, 2010                                                         |
| Häufigste Nominierungen (* = Sieg) | Isabelle Huppert     | 14     | 1978, 1979, 1981, 1982, 1989, 1995, 1996*, 1999, 2001, 2002, 2003, 2006, 2016, 2017* |
| Häufigste Nominierungen ohne Sieg  | Emmanuelle Béart     | 5      | 1990, 1992, 1993, 1996, 2001                                                         |
| Häufigste Nominierungen ohne Sieg  | Charlotte Gainsbourg | 5      | 1989, 1997, 2007, 2011, 2018                                                         |

Die unten aufgeführten Filme werden mit ihrem deutschen Verleihtitel (sofern ermittelbar) angegeben, danach folgt in Klammern in kursiver Schrift der französische Originaltitel. Die Nennung des französischen Originaltitels entfällt, wenn deutscher und französischer Filmtitel identisch sind. Die Gewinner stehen hervorgehoben an erster Stelle.

## 1970er-Jahre
1976
Romy Schneider – Nachtblende (L’important c’est d’aimer)
- Isabelle Adjani – Die Geschichte der Adèle H. (L’histoire d’Adèle H.)
- Catherine Deneuve – Die schönen Wilden (Le sauvage)
- Delphine Seyrig – India Song (India song)

1977
Annie Girardot – Dr. med. Françoise Gailland (Docteur Françoise Gailland)
- Isabelle Adjani – Barocco
- Miou-Miou – F wie Fairbanks (F comme Fairbanks)
- Romy Schneider – Die Frau am Fenster (Une femme à sa fenêtre)

1978
Simone Signoret – Madame Rosa (La vie devant soi)
- Brigitte Fossey – Die verschworenen Kinder (Les enfants du placard)
- Isabelle Huppert – Die Spitzenklöpplerin (La dentellière)
- Miou-Miou – Süßer Wahn (Dites-lui que je l’aime)
- Delphine Seyrig – Rollenspiele (Repérages)

1979
Romy Schneider – Eine einfache Geschichte (Une histoire simple)
- Anouk Aimée – Meine erste Liebe (Mon premier amour)
- Annie Girardot – Die Klassenlehrerin (La clé sur la porte)
- Isabelle Huppert – Violette Nozière

## 1980er-Jahre
1980
Miou-Miou – Die Aussteigerin (La dérobade)
- Nastassja Kinski – Tess
- Dominique Laffin – Die Frau, die weint (La femme qui pleure)
- Romy Schneider – Die Liebe einer Frau (Clair de femme)

1981
Catherine Deneuve – Die letzte Metro (Le dernier métro)
- Nathalie Baye – Ferien für eine Woche (Une semaine de vacances)
- Nicole Garcia – Mein Onkel aus Amerika (Mon oncle d’Amérique)
- Isabelle Huppert – Der Loulou (Loulou)

1982
Isabelle Adjani – Possession
- Fanny Ardant – Die Frau nebenan (La femme d’à côté)
- Catherine Deneuve – Begegnung in Biarritz (Hôtel des Amériques)
- Isabelle Huppert – Der Saustall (Coup de torchon)

1983
Nathalie Baye – La Balance – Der Verrat (La balance)
- Miou-Miou – Josepha
- Romy Schneider – Die Spaziergängerin von Sans-Souci (La passante du Sans-Souci)
- Simone Signoret – Stern des Nordens (L’étoile du nord)

1984
Isabelle Adjani – Ein mörderischer Sommer (L’été meurtrier)
- Fanny Ardant – Auf Liebe und Tod (Vivement dimanche!)
- Nathalie Baye – Verheiratet mit einem Toten (J’ai épousé une ombre)
- Nicole Garcia – Schattenmund (Les mots pour le dire)
- Miou-Miou – Entre Nous – Träume von Zärtlichkeit (Coup de foudre)

1985
Sabine Azéma – Ein Sonntag auf dem Lande (Un dimanche à la campagne)
- Jane Birkin – Die Piratin (La pirate)
- Valérie Kaprisky – Die öffentliche Frau (La femme publique)
- Julia Migenes – Carmen
- Pascale Ogier – Vollmondnächte (Les nuits de la pleine lune)

1986
Sandrine Bonnaire – Vogelfrei (Sans toit ni loi)
- Isabelle Adjani – Subway
- Juliette Binoche – Rendez-Vous (Rendez-vous)
- Nicole Garcia – Gefahr im Verzug (Péril en la demeure)
- Charlotte Rampling – Mörderischer Engel (On ne meurt que deux fois)

1987
Sabine Azéma – Mélo
- Juliette Binoche – Die Nacht ist jung (Mauvais sang)
- Jane Birkin – Die Frau meines Lebens (La femme de ma vie)
- Béatrice Dalle – Betty Blue – 37,2 Grad am Morgen (37° 2 le matin)
- Miou-Miou – Abendanzug (Tenue de soirée)

1988
Anémone – Am großen Weg (Le grand chemin)
- Sandrine Bonnaire – Die Sonne Satans (Sous le soleil de Satan)
- Catherine Deneuve – Agent Trouble – Mord aus Versehen (Agent trouble)
- Nastassja Kinski – Krank vor Liebe (Maladie d’amour)
- Jeanne Moreau – Das Wunder des Papu (Le miraculé)

1989
Isabelle Adjani – Camille Claudel
- Catherine Deneuve – Nächtliche Sehnsucht – Hemmungslos (Drôle d’endroit pour une rencontre)
- Charlotte Gainsbourg – Die kleine Diebin (La petite voleuse)
- Isabelle Huppert – Eine Frauensache (Une affaire de femmes)
- Miou-Miou – Die Vorleserin (La lectrice)

## 1990er-Jahre
1990
Carole Bouquet – Zu schön für Dich (Trop belle pour toi)
- Sabine Azéma – Das Leben und nichts anderes (La vie et rien d'autre)
- Josiane Balasko – Zu schön für Dich (Trop belle pour toi)
- Emmanuelle Béart – Wilde Kinder (Les enfants du désordre)
- Sandrine Bonnaire – Die Verlobung des Monsieur Hire (Monsieur Hire)

1991
Anne Parillaud – Nikita
- Nathalie Baye – Weekend für zwei (Un week-end sur deux)
- Anne Brochet – Cyrano von Bergerac (Cyrano de Bergerac)
- Tsilla Chelton – Tante Daniele (Tatie Danielle)
- Miou-Miou – Eine Komödie im Mai (Milou en mai)

1992
Jeanne Moreau – Die Dame, die im Meer spazierte (La vieille qui marchait sur la mer)
- Emmanuelle Béart – Die schöne Querulantin (La belle noiseuse)
- Juliette Binoche – Die Liebenden von Pont-Neuf (Les amants du Pont-Neuf)
- Anouk Grinberg – Merci la vie
- Irène Jacob – Die zwei Leben der Veronika (La double vie de Véronique)

1993
Catherine Deneuve – Indochine
- Anémone – Der Flug des Schmetterlings (Le petit prince a dit)
- Emmanuelle Béart – Ein Herz im Winter (Un cœur en hiver)
- Juliette Binoche – Verhängnis (Damage)
- Caroline Cellier – Das Zebra (Le zèbre)

1994
Juliette Binoche – Drei Farben: Blau (Trois couleurs: Bleu)
- Sabine Azéma – Smoking / No Smoking
- Josiane Balasko – Tout le monde n’a pas eu la chance d’avoir des parents communistes
- Catherine Deneuve – Meine liebste Jahreszeit (Ma saison préférée)
- Anouk Grinberg – Eins, zwei, drei, Sonne (Un deux trois soleil)
- Miou-Miou – Germinal

1995
Isabelle Adjani – Die Bartholomäusnacht (La reine Margot)
- Anémone – Die Detektivin (Pas très catholique)
- Sandrine Bonnaire – Johanna, die Jungfrau (Jeanne la pucelle)
- Isabelle Huppert – Trennung (La séparation)
- Irène Jacob – Drei Farben: Rot (Trois couleurs: Rouge)

1996
Isabelle Huppert – Biester (La cérémonie)
- Sabine Azéma – Das Glück liegt in der Wiese (Le bonheur est dans le pré)
- Emmanuelle Béart – Nelly & Monsieur Arnaud (Nelly et Mr Arnaud)
- Juliette Binoche – Der Husar auf dem Dach (Le hussard sur le toit)
- Sandrine Bonnaire – Biester (La cérémonie)

1997
Fanny Ardant – Auch Männer mögen’s heiß! (Pédale douce)
- Catherine Deneuve – Diebe der Nacht (Les voleurs)
- Charlotte Gainsbourg – Love, etc. (Love etc.)
- Anouk Grinberg – Mein Mann – Für deine Liebe mach’ ich alles (Mon homme)
- Marie Trintignant – Der Schrei der Seide (Le cri de la soie)

1998
Ariane Ascaride – Marius und Jeannette – Eine Liebe in Marseille (Marius et Jeannette)
- Sabine Azéma – Das Leben ist ein Chanson (On connaît la chanson)
- Marie Gillain – Duell der Degen (Le bossu)
- Sandrine Kiberlain – Der siebte Himmel (Le septième ciel)
- Miou-Miou – Eine saubere Affäre (Nettoyage à sec)

1999
Élodie Bouchez – Liebe das Leben (La vie rêvée des anges)
- Catherine Deneuve – Place Vendôme
- Isabelle Huppert – Schule des Begehrens (L’école de la chair)
- Sandrine Kiberlain – Zu verkaufen (A vendre)
- Marie Trintignant – Lügen wie gedruckt (Comme elle respire)

## 2000er-Jahre
2000
Karin Viard – Hoch die Herzen (Haut les cœurs!)
- Nathalie Baye – Schöne Venus (Venus beauté (institut))
- Sandrine Bonnaire – Est-Ouest – Eine Liebe in Russland (Est-Ouest)
- Catherine Frot – La Dilettante (La dilettante)
- Vanessa Paradis – Die Frau auf der Brücke (La fille sur le pont)

2001
Dominique Blanc – Stand by (Stand-by)
- Emmanuelle Béart – Liebe Last Lust (Les destinées sentimentales)
- Juliette Binoche – Die Witwe von Saint-Pierre (La veuve de Saint-Pierre)
- Isabelle Huppert – Die Schule der verlorenen Mädchen (Saint-Cyr)
- Muriel Robin – Marie-Line

2002
Emmanuelle Devos – Lippenbekenntnisse (Sur mes lèvres)
- Catherine Frot – Chaos
- Isabelle Huppert – Die Klavierspielerin (La pianiste)
- Charlotte Rampling – Unter dem Sand (Sous le sable)
- Audrey Tautou – Die fabelhafte Welt der Amélie (Le fabuleux destin d’Amélie Poulain)

2003
Isabelle Carré – Claire – Se souvenir des belles choses (Se souvenir des belles choses)
- Fanny Ardant – 8 Frauen (8 femmes)
- Isabelle Huppert – 8 Frauen (8 femmes)
- Ariane Ascaride – Marie-Jo und ihre zwei Liebhaber (Marie-Jo et ses deux amours)
- Juliette Binoche – Jet Lag – Oder wo die Liebe hinfliegt (Décalage horaire)

2004
Sylvie Testud – Mit Staunen und Zittern (Stupeur et tremblements)
- Josiane Balasko – Im Schatten der Wälder (Cette femme-là)
- Nathalie Baye – Gefühlsverwirrungen (Les sentiments)
- Isabelle Carré – Gefühlsverwirrungen (Les sentiments)
- Charlotte Rampling – Swimming Pool (Swimming pool)

2005
Yolande Moreau – Wenn die Flut kommt (Quand la mer monte …)
- Maggie Cheung – Clean
- Emmanuelle Devos – Rois et Reine (Rois et reine)
- Audrey Tautou – Mathilde – Eine große Liebe (Un long dimanche de fiançailles)
- Karin Viard – Le rôle de sa vie

2006
Nathalie Baye – Eine fatale Entscheidung (Le petit lieutenant)
- Isabelle Carré – Entre ses mains
- Anne Consigny – Man muss mich nicht lieben (Je ne suis pas là pour être aimé)
- Isabelle Huppert – Gabrielle – Liebe meines Lebens (Gabrielle)
- Valérie Lemercier – Palais Royal!

2007
Marina Hands – Lady Chatterley
- Cécile de France – Chanson d’Amour (Quand j’étais chanteur)
- Cécile de France – Ein perfekter Platz (Fauteuils d’orchestre)
- Catherine Frot – Das Mädchen, das die Seiten umblättert (La tourneuse de pages)
- Charlotte Gainsbourg – Prête-moi ta main

2008
Marion Cotillard – La vie en rose (La môme)
- Isabelle Carré – Liebeswahn (Anna M.) (Anna M.)
- Cécile de France – Ein Geheimnis (Un secret)
- Marina Foïs – Darling
- Catherine Frot – Odette Toulemonde

2009
Yolande Moreau – Séraphine
Catherine Frot – Le crime est notre affaire
Kristin Scott Thomas – So viele Jahre liebe ich dich (Il y a longtemps que je t’aime)
Tilda Swinton – Julia
Sylvie Testud – Bonjour Sagan (Sagan)

## 2010er-Jahre
2010
Isabelle Adjani – Heute trage ich Rock! (La journée de la jupe)
- Dominique Blanc – L’Autre (L’autre)
- Sandrine Kiberlain – Mademoiselle Chambon
- Kristin Scott Thomas – Die Affäre (Partir)
- Audrey Tautou – Coco Chanel – Der Beginn einer Leidenschaft (Coco avant Chanel)

2011
Sara Forestier – Der Name der Leute (Le nom des gens)
- Isabelle Carré – Die anonymen Romantiker (Les émotifs anonymes)
- Catherine Deneuve  – Das Schmuckstück (Potiche)
- Charlotte Gainsbourg – The Tree (L’arbre)
- Kristin Scott Thomas – Sarahs Schlüssel (Elle s’appelait Sarah)

2012
Bérénice Bejo – The Artist
- Ariane Ascaride – Der Schnee am Kilimandscharo (Les neiges du Kilimandjaro)
- Leïla Bekhti – Quelle der Frauen (La source des femmes)
- Valérie Donzelli – Das Leben gehört uns (La guerre est déclarée)
- Marina Foïs – Poliezei (Polisse)
- Marie Gillain – All unsere Wünsche (Toutes nos envies)
- Karin Viard – Poliezei (Polisse)

2013
Emmanuelle Riva – Liebe (Amour)
- Marion Cotillard – Der Geschmack von Rost und Knochen (De rouille et d’os)
- Catherine Frot – Die Köchin und der Präsident (Les saveurs du palais)
- Noémie Lvovsky – Camille – Verliebt nochmal! (Camille redouble)
- Corinne Masiero – Louise Wimmer
- Léa Seydoux – Leb wohl, meine Königin! (Les adieux à la reine)
- Hélène Vincent – Der letzte Frühling (Quelques heures de printemps)

2014
Sandrine Kiberlain – 9 mois ferme
- Fanny Ardant – Die schönen Tage (Les beaux Jours)
- Bérénice Bejo – Le passé – Das Vergangene (Le passé)
- Catherine Deneuve – Madame empfiehlt sich (Elle s’en va)
- Sara Forestier – Die unerschütterliche Liebe der Suzanne (Suzanne)
- Emmanuelle Seigner – Venus im Pelz (La vénus à la fourrure)
- Léa Seydoux – Blau ist eine warme Farbe (La vie d’Adèle – Chapitre 1 & 2)

2015
Adèle Haenel – Liebe auf den ersten Schlag (Les combattants)
- Juliette Binoche – Die Wolken von Sils Maria (Clouds of Sils Maria)
- Catherine Deneuve – Der Hof zur Welt (Dans la cour)
- Marion Cotillard – Zwei Tage, eine Nacht (Deux jours, une nuit)
- Émilie Dequenne – Pas son genre
- Sandrine Kiberlain – Elle l’adore
- Karin Viard – Verstehen Sie die Béliers? (La famille Bélier)

2016
Catherine Frot – Madame Marguerite oder die Kunst der schiefen Töne (Marguerite)
- Loubna Abidar – Much Loved
- Emmanuelle Bercot – Mein ein, mein alles (Mon roi)
- Cécile de France – La belle saison – Eine Sommerliebe (La belle saison)
- Catherine Deneuve – La tête haute
- Isabelle Huppert – Valley of Love – Tal der Liebe (Valley of Love)
- Soria Rezoual – Fatima

2017
Isabelle Huppert – Elle
- Judith Chemla – Ein Leben (Une vie)
- Marion Cotillard – Die Frau im Mond – Erinnerung an die Liebe (Mal de pierres)
- Virginie Efira – Victoria – Männer & andere Missgeschicke (Victoria)
- Marina Foïs – Nicht meine Schuld (Irréprochable)
- Sidse Babett Knudsen – Die Frau aus Brest (La fille de Brest)
- SoKo – Die Tänzerin (La danseuse)

2018
Jeanne Balibar – Barbara
- Juliette Binoche – Meine schöne innere Sonne (Un beau soleil intérieur)
- Emmanuelle Devos – Numéro une
- Marina Foïs – L’atelier
- Charlotte Gainsbourg – Frühes Versprechen (La promesse de l’aube)
- Doria Tillier – Die Poesie der Liebe (Monsieur & Madame Adelman)
- Karin Viard – Die Neiderin (Jalouse)

2019
Léa Drucker – Nach dem Urteil (Jusqu’à la garde)
- Élodie Bouchez – In sicheren Händen (Pupille)
- Cécile de France – Der Preis der Versuchung (Mademoiselle de Joncquières)
- Virginie Efira – An Impossible Love (Un amour impossible)
- Adèle Haenel – Lieber Antoine als gar keinen Ärger (En liberté!)
- Sandrine Kiberlain – In sicheren Händen (Pupille)
- Mélanie Thierry – Der Schmerz (La douleur)

## 2020er-Jahre
2020
Anaïs Demoustier – Alice oder Die Bescheidenheit (Alice et le maire)
- Eva Green – Proxima – Die Astronautin (Proxima)
- Adèle Haenel – Porträt einer jungen Frau in Flammen (Portrait de la jeune fille en feu)
- Chiara Mastroianni – Zimmer 212 – In einer magischen Nacht (Chambre 212)
- Noémie Merlant – Porträt einer jungen Frau in Flammen (Portrait de la jeune fille en feu)
- Doria Tillier – Die schönste Zeit unseres Lebens (La belle époque)
- Karin Viard – Dann schlaf auch du (Chanson douce)

2021
Laure Calamy – Mein Liebhaber, der Esel & Ich (Antoinette dans les Cévennes)
- Martine Chevallier – Wir beide (Deux)
- Virginie Efira – Was dein Herz dir sagt – Adieu ihr Idioten! (Adieu les cons)
- Camélia Jordana – Leichter gesagt als getan (Les choses qu’on dit, les choses qu’on fait)
- Barbara Sukowa – Wir beide (Deux)

2022
Valérie Lemercier – Aline – The Voice of Love (Aline)
- Leïla Bekhti – Die Ruhelosen (Les intranquilles)
- Valeria Bruni Tedeschi – In den besten Händen (La fracture)
- Laure Calamy – Une femme du monde
- Virginie Efira – Benedetta
- Vicky Krieps – Für immer und ewig (Serre moi fort)
- Léa Seydoux – France

2023
Virginie Efira – Revoir Paris
- Fanny Ardant – Im Herzen jung (Les jeunes amants)
- Juliette Binoche – Wie im echten Leben (Ouistreham)
- Laure Calamy – Julie – Eine Frau gibt nicht auf (À plein temps)
- Adèle Exarchopoulos – Zero Fucks Given – Lebe den Tag, liebe das Leben (Rien à foutre)

2024
Sandra Hüller – Anatomie eines Falls (Anatomie d’une chute)
- Marion Cotillard – Little Girl Blue
- Léa Drucker – Im letzten Sommer (L’été dernier)
- Virginie Efira – L’amour et les forêts
- Hafsia Herzi – Le ravissement

2025
Hafsia Herzi – Borgo
- Adèle Exarchopoulos – L’amour ouf
- Karla Sofía Gascón – Emilia Pérez
- Zoë Saldaña – Emilia Pérez
- Hélène Vincent – Wenn der Herbst naht (Quand vient l’automne)